# Sandefjord Fotball
El Sandefjord Fotball es un equipo de fútbol de la ciudad de Sandefjord, en Noruega. Actualmente, tras jugar en la primera división de su país, nuevamente descendió de categoría. En 2014 logró su primer título, al terminar primero en la Segunda División, aunque solamente duró una temporada en la máxima categoría.

## Historia
Fue fundado el 10 de septiembre de 1998 tras la fusión de dos clubes locales: el IL Runar y el Sandefjord BK. En 1999 llega a la segunda división.
En 2002 y 2003 alcanza los play-off de ascenso a la primera división al quedar tercero en su liga, pero en ninguna de las ocasiones consigue el ascenso.
Finalmente en 2005 logra el ascenso directo a la primera división, logrando en su primera temporada un meritorio noveno lugar y alcanzar la final de copa, aunque fue derrotado 3-0 por el Fredrikstad FK.
La temporada 2007 termina en último lugar, y por tanto desciende a la segunda división, aunque vuelve a la primera división la temporada siguiente.
En la temporada del 2009 finaliza 8.º en la máxima categoría, sin embargo, en la 2010 finaliza último y desciende a la segunda división, donde permaneció hasta la temporada 2014, donde logró el ascenso y su primer título.
En la temporada 2015, jugando en la máxima división, terminó último, con cuatro victorias, cuatro empates y veintidós derrotas. Por otra parte, realizó una gran campaña en la Copa de Noruega 2015, donde llegó hasta cuartos de final.
En la temporada 2016 el club finaliza en segundo lugar de la Adeccoligaen y retorna a la máxima categoría para la temporada 2017, donde permaneció por dos temporada para regresar a la segunda categoría para la temporada 2019, donde en solo una temporada retorna a la Tippeligaen para 2020 al terminar segundo en la clasificación.

## Uniforme
- Uniforme titular: Camiseta azul, pantalón azul y medias blancas.
- Uniforme alternativo: Camiseta, pantalón y medias blancas.

Proveedor: Macron
Patrocinador: Pecho: Jotun; Mangas: SpareBank 1

## Estadio
El Sandefjord Fotball ha jugado sus partidos hasta el 2007 en el Storstadion de 7000 espectadores, aunque dicho año pasó a jugar sus partidos en el nuevo Komplett.no Arena que cuenta con capacidad para 9.000 espectadores y que recibe su nombre del patrocinador Komplett.

## Palmarés

### Torneos nacionales
- Segunda división de Noruega (1): 2014.

## Datos del club
Al final de la temporada 2015.
- Temporadas en Primera división: 5.
- Temporadas en Segunda división: 12.
- Temporadas en Tercera división: 1.
- Mayor goleada conseguida:
  - En campeonatos nacionales: (Primera división 2004) Sandefjord 9 - 1 SK Vard Haugesund.
  - En copa nacional: (2002) Sandefjord 8 - 0 Flint.
- Mayor goleada recibida:
  - En campeonatos nacionales: (Primera división 2000) Sandefjord 0 - 6 Sogndal.
  - En copa nacional: (2001) Sandefjord 2 - 5 Romerike.
- Mejor puesto en la liga:
  - Primera división: 8.º (2009
  - Segunda división: 1.º (2014)
- Mejor puesto en copa nacional: 2.° (2006)
- Peor puesto en la liga:
  - Primera división: 16.º (2007, 2010 y 2015).
  - Segunda división: 11.º (2000)
- Máximo goleador: Tom Helge Jacobsen (59 goles).
- Más partidos disputados: Espen Bugge Pettersen (227 partidos).